# El pozo y el péndulo
El pozo y el péndulo (The Pit and the Pendulum en el original inglés) es un cuento de Edgar Allan Poe que se publicó en 1842. Es considerado uno de los relatos más famosos del autor y uno de los más espeluznantes dentro de la literatura de terror, pues transmite el abandono, la desorientación, el desconcierto y la desesperanza de una persona que sabe que va a morir.
El nombre del relato proviene de un pozo situado dentro de la celda en la que se encuentra el protagonista, dónde también hay un péndulo con una guadaña que le torturan. En esta obra Poe demuestra su dominio sobre el lenguaje y las técnicas narrativas más efectivas, para involucrar y hacer sentir al lector como un testigo directo de los agobiantes pensamientos y experiencias sufridas por el narrador.

## Resumen
(Larga y sin piedad es la tortura aquí por la sed de sangre inocente, sin saciar, sin alimentar, ahora que la patria está protegida y rota está la gruta fúnebre, la muerte estuvo donde ahora hay vida saludable).
El narrador/protagonista comienza el relato, ya agotado en una oscura celda en donde la inquisición española encierra a las personas que condena, y donde la tortura que esta aplica consiste en la soledad, el abandono, la oscuridad, el frío y el hambre. El torturado protagonista se encuentra atado en casi su totalidad y experimenta la angustia de conocer su próxima muerte pues un péndulo desciende hacia él. Luego de medir el tamaño de su celda, este descubre una fosa profunda con agua ubicada en el centro del sitio.
Seguro de que será muerto por la navaja del extremo de tal péndulo, se entretiene con la trayectoria del objeto, pero luego se le ocurre una idea, recordando que tiene a su disposición un poco de carne, comida que compartía con las ratas. Con dificultad logra rociar su cuerpo con un poco del alimento, y los roedores le saltan encima, comiendo y royendo la cuerda que le tiene atado. Ya liberado, de inmediato el péndulo se detiene y el hombre en cuestión razona que está siendo vigilado, y que ya se prepara para él una muerte quizá peor.
La habitación calienta su ambiente al rojo vivo y cambia de forma reduciendo su tamaño, haciendo que las paredes se cierren en torno del protagonista, y empujándolo al borde de la inminente fosa. El narrador se ve en la disyuntiva de morir triturado o de lanzarse a la fosa que originalmente iba a ser su «sepultura». Cuando se encuentra sin más espacio para huir, totalmente desesperanzado y a punto de tirarse a la fosa, una mano lo sujeta y lo salva. La mano es la de un militar francés que es liderado por el general Lasalle, quien había entrado en Toledo durante las Guerras Napoleónicas y descubierto las torturas a las que eran sometidas las víctimas de la inquisición.

## Adaptaciones
- Se han hecho varias adaptaciones de la historia para la pantalla grande. La más famosa es la versión de 1961 Pit and the Pendulum, la cual fue producida por American International Pictures, dirigida por Roger Corman y protagonizada por Vincent Price y Barbara Steele. Aunque está basada en la historia de Poe, la película posee un relato más amplio y poco ligado al cuento, y el aparato del título aparece en los últimos diez minutos solamente.

- En 1991 Stuart Gordon dirigió The Pit and the Pendulum, nueva adaptación del relato ambientada en la España hacia 1492 e interpretada por Lance Henriksen, Jeffrey Combs, Tom Towles, Mark Margolis y Oliver Reed.

- The Pit and the Pendulum (2009), adaptación libre del relato dirigida por David DeCoteau.

## En la cultura popular
- En 2007 el grupo de metal sinfónico finlandés Nightwish lanzó una canción de casi catorce minutos de duración, llamada The Poet And The Pendulum. Inspirada en la obra de Poe, el tema habla enteramente sobre el compositor de la banda, Tuomas Holopainen.

- En 2010 el grupo español de power metal sinfónico Opera Magna hizo una adaptación de El pozo y el péndulo en su disco Poe, que consta de otras adaptaciones de poemas y obras del escritor estadounidense.

- En la película de terror Saw V se hace referencia a la obra, con una trampa del péndulo creada por Jigsaw.